# Армантел
Армантел (фр. Armenteule) насеље је и општина у јужној Француској у региону Миди Пирене, у департману Горњи Пиринеји која припада префектури Бањер де Бигор.
По подацима из 2011. године у општини је живело 59 становника, а густина насељености је износила 84,29 становника/km². Општина се простире на површини од 0,7 km². Налази се на средњој надморској висини од 950 метара (максималној 1.061 m, а минималној 933 m).

## Демографија
| 1962. | 1968. | 1975. | 1982. | 1990. | 1999. | 2011. |
| ----- | ----- | ----- | ----- | ----- | ----- | ----- |
| 27    | 29    | 36    | 32    | 31    | 29    | 59    |

График промене броја становника у току последњих година